# Innocenz Danzi
Innocenz Danzi (Innocente Danzi), né entre 1725 et 1730 en Italie, et mort le 17 avril 1798 à Munich dans le royaume de Bavière, est un violoncelliste italien actif au sein de l'école de Mannheim en Allemagne.

## Biographie
Innocenz Danzi est né en Italie, probablement entre 1725 et 1730.
Brillant instrumentiste, il est engagé en 1754 comme violoncelliste à Mannheim,,,,, au sein de l'orchestre de l'école de Mannheim ou « Mannheimer Schule », formée par le prince-électeur de Palatinat Charles-Théodore lorsqu'il accède au pouvoir en 1743 à l'âge de 18 ans seulement, un orchestre qui atteindra son apogée de 1748 à 1778 et comptera jusqu'à 89 musiciens. Il y joue comme premier violoncelliste, avec à ses côtés Anton Fils comme second violoncelliste,,,.
À Mannheim, Danzi épouse Barbara Toeschi, fille d'Alessandro Toeschi et sœur de Carl Joseph Toeschi et Giovanni Battista Toeschi, avec qui il a quatre enfants, tous appelés à devenir musiciens ou chanteur,. Son premier fils, Johann Baptist deviendra violoniste,. Sa fille Franziska naît deux ans après son engagement à Mannheim, le 24 mars 1756 à Mannheim : elle deviendra une prima donna réputée pour sa virtuosité et très recherchée, ainsi qu'une compositrice,,. Son second fils, Franz, né le 15 juin 1763 à Schwetzingen, deviendra violoncelliste comme son père, compositeur et chef d'orchestre. Enfin, son troisième fils Anton Ludwig, né en 1766, deviendra ténor.
Innocenz Danzi réalise vite les dons musicaux de son fils Franz et il les encourage en lui apprenant le piano, le violoncelle et le chant,,. Il enseigne également le violoncelle à Anton Schwarz et à Peter Ritter,,,. Mais il donne également ses premières leçons de chant et de clavier à sa fille Franziska,.
En 1778, Charles-Théodore de Palatinat, devenu prince-électeur de Bavière, transfère sa cour de Mannheim à Munich, ainsi que son orchestre qui fusionne avec l'orchestre de la cour de Munich (la « Münchener Hofkapelle ») dont les origines remontent au XVIe siècle : trente-deux des musiciens de Mannheim suivent alors la cour à Munich, au nombre desquels Innocenz Danzi, au contraire de son fils Franz qui choisit de rester à Mannheim avec le reste de l'orchestre en tant que violoncelliste et répétiteur,.
Quand Innocenz Danzi prend sa retraite en 1783, son fils Franz lui succède comme violoncelliste principal de l'orchestre de la cour à Munich,,,,. 
Innocenz Danzi meurt le 17 avril 1798 à Munich.